# Старые Куты
Ста́рые Ку́ты (укр. Старі Кути) — село в Кутской поселковой общине Косовского района Ивано-Франковской области Украины.
Население по переписи 2021 года составляло 4954 человек. Занимает площадь 23 км². Почтовый индекс — 78663. Телефонный код — 03478.